# به جنگل خوش آمدید (فیلم ۲۰۱۳)
به جنگل خوش آمدید (به انگلیسی: Welcome to the Jungle) یک فیلم ویدئویی کمدی آمریکایی به کارگردانی راب ملتزر، نویسندگی جف کافمن، داگ ماگناسون و جان گرینلا و تهیه‌کنندگی رابرت بوان، مارک فلدستین، سامانتا هورلی و جاستین کانیو محصول سال ۲۰۱۳ میلادی است.

## بازیگران
- ژان کلود ون دم - استورم راثچایلد
- آدام برودی - کریس
- راب هوبل - فیل
- کریستین شال - برندا
- کریستوفر فن وارنبرگ - برت
- بیانکا بری - اشلی
- دنیس هیزبرت - آقای کرافورد
- مگان بون - لیسا
- اریک ادلستین - جرد
- رابرت پتر - دیل
- آرون تاکاشی - تروی
- بریان تستر - افسر ارشد نیروی دریایی
- استفانی کاکس - استفانی
- مارک شرمن - ملوان باب
- مایکل جی. موریس - مایکل
- زو گلاسنبرگ - لوتر کارورز